# Ophtalmibidion tetrops
Ophtalmibidion tetrops är en skalbaggsart som först beskrevs av Bates 1870.  Ophtalmibidion tetrops ingår i släktet Ophtalmibidion och familjen långhorningar. Inga underarter finns listade i Catalogue of Life.